# Linden, Texas
Linden là một thành phố thuộc quận Cass, tiểu bang Texas, Hoa Kỳ. Năm 2010, dân số của xã này là 1988 người.

## Dân số
- Dân số năm 2000: 2256 người.
- Dân số năm 2010: 1988 người.